# Динозавры Румынии
Динозавры Румынии — исключительно динозавры мелового периода. Динозавры нижнего мелового периода найдены в бокситовом руднике в жудеце Бихор ( на северо-западе Румынии), там были найдены тысячи костей динозавров. Динозавры верхнего мелового периода найдены в Южной Трансильвании. Находки появились в конце XIX века, в основном это скопления костей. Также были найдены гнёзда с яйцами динозавров. Несмотря на разницу в 60 миллионов лет, всем динозаврам Румынии присущи некоторые общие черты: преобладание орнитоподов, отсутствие крупных тероподов (но найдены несколько мелких), небольшой размер особей.

## История исследования
Находки костей динозавров в шахте бокситов недалеко от Оради (жудец Бихор) были сделаны случайно двумя шахтерами в 1978 году во время извлечения руды. Почти в то же время были возобновлены исследования в Южной Трансильвании. Все это произошло после перерыва более чем в 60 лет. (именно столько лет назад здесь работал Франц Нопча)
В берриасском ярусе было найдено около 10 000 костей и костных фрагментов, в основном это были кости орнитоподов, реже удавалось найти птерозавров.

## Представители
Виды, которые жили в Румынии: Залмоксес (Zalmoxes), Telmatosaurus, Balaur Bondoc, Рабдодон (Rhabdodon), Magyarosaurus dacus и Struthiosaurus. Другие существа (не являющиеся динозаврами): Allodaposuchus и Хацегоптерикс.